# Centro europeo Solidarność

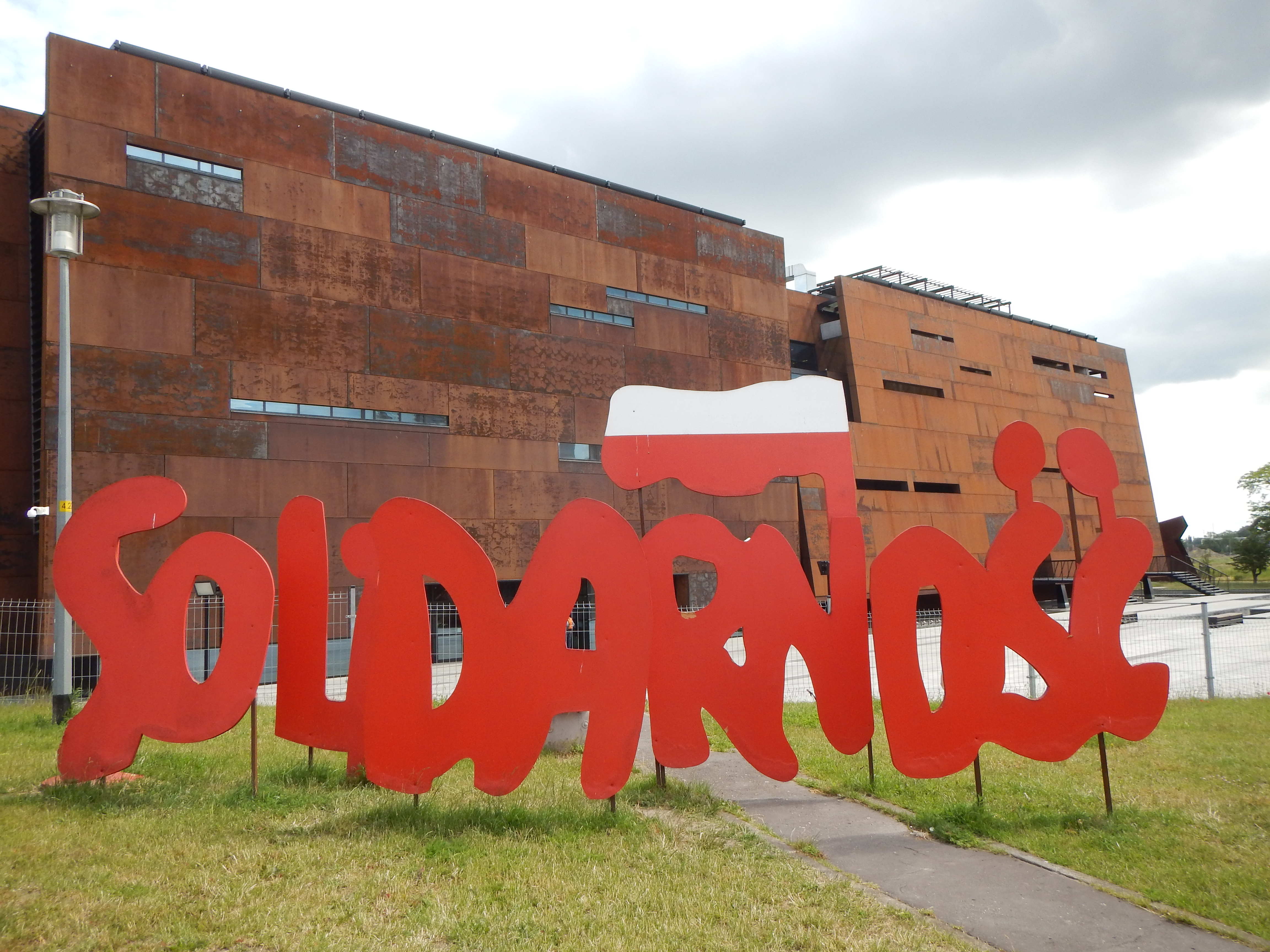
Il Centro nel 2015

Il Centro europeo di Solidarność (in polacco: Europejskie Centrum Solidarności) è un museo e una biblioteca di Danzica, in Polonia, dedicato alla storia di Solidarność, il sindacato polacco e movimento di resistenza civile, così come ad altri movimenti di opposizione comunista dell'Europa orientale. È stato aperto il 31 agosto 2014.

## Storia
La progettazione dell'edificio è stata effettuata dalla ditta polacca FORT Architects, che ha vinto un concorso internazionale indetto nel 2007. Le pareti evocano gli scafi delle navi costruite presso il cantiere navale di Danzica. La costruzione è iniziata nel 2010 ed è stata completata al costo di 229 milioni di złoty, di cui 113 milioni di złoty (38,4 milioni di euro) elargiti dall'Unione europea, mentre la rimanenza è stata fornita a livello locale.

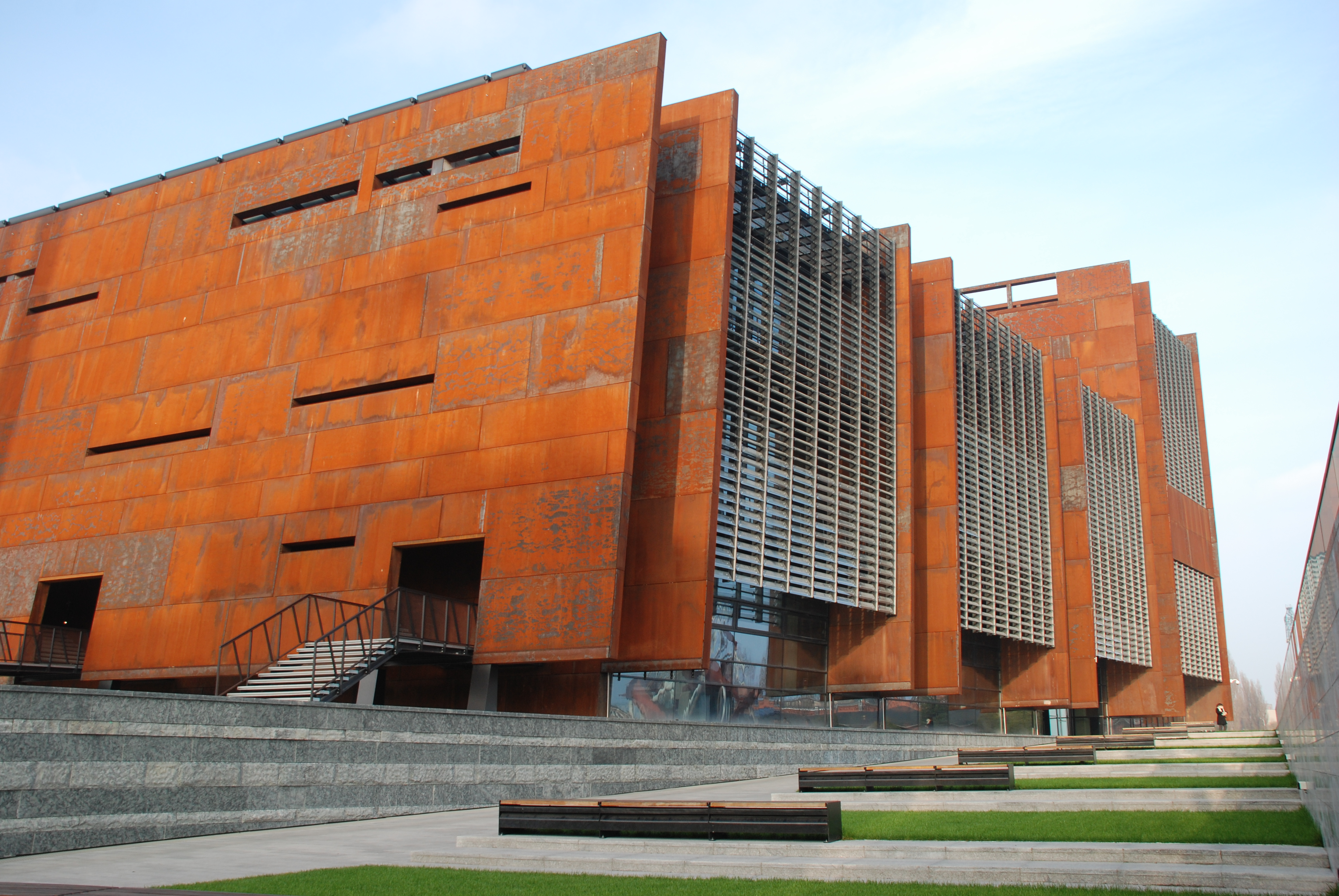
Il museo nel 2014

La cerimonia di apertura si è svolta il 31 agosto 2014, in occasione della firma dell'accordo di Danzica del 1980, quando avvenne lo sciopero dei lavoratori dei cantieri navali che portò alla fondazione di Solidarność. Alla cerimonia hanno partecipato da Lech Wałęsa, il cofondatore di Solidarność e successivamente Presidente della Polonia, il Presidente della Polonia Bronisław Komorowski e il Presidente di Solidarność Piotr Duda.
Il giorno precedente è stato celebrato come la Giornata dei cittadini, a cui più di 12.000 ex membri di Solidarność e altri hanno partecipato. Il centro ha premiato con delle Medaglie di gratitudine gli stranieri che hanno collaborato all'opposizione polacca al comunismo.

## Collezione
La mostra permanente del centro dispone di circa 2.000 reperti, e la biblioteca contiene circa 100.000 libri e documenti. Il centro comprende anche un centro di ricerca e un centro accademico e svolge attività didattiche, oltre a fornire uno spazio per conferenze e mostre temporanee.